# Saint David, Saint Vincent và Grenadines
Saint David là một giáo xứ hành chính của Saint Vincent và Grenadines, trên đảo Saint Vincent. Thủ phủ là Chateaubelair.
- Diện tích: 80 km² (31 mi²)
- Dân số: 6,700 (ước tính năm 2000)